# Servaes van der Meulen
Servaes van der Meulen (* 1525 in Antwerpen oder Mecheln; † 1592) war ein franko-flämischer Komponist und Organist der Renaissance.

## Leben
Servaes van der Meulen war Organist an der St.-Gertrudskirche in Bergen-op-Zoom und an einer Kapelle der Kathedrale Notre-Dame in Antwerpen. Während seiner Amtszeit konnte er im Frühjahr 1581 verhindern, dass die Anhänger des Calvinismus die große Orgel der Antwerpener Kathedrale abbauen. Darüber hinaus hat ihm der calvinistische Magistrat der Stadt erlaubt, seinen Posten als Organist zu behalten. Als die Republik Antwerpen im Jahr 1585 gestürzt wurde und die Stadt eingenommen wurde, hat Alexandre Farnèse gefordert, dass Servaes van der Meulen, der als Abweichler galt, all seiner Posten enthoben wird. Der Rat der Kirchenverwaltung hat dann auf Bitten des Herzogs von Parma zugestimmt, dass Van der Meulen eine jährliche Pension bekommt. Sein Nachfolger auf diesem Posten war Raymond (oder Rombout) Waelrant. Über die weiteren Lebensjahre des Komponisten sind keine Informationen überliefert.

## Werk und Bedeutung
Van der Meulen erscheint als Komponist einer vierstimmigen Chanson, die in der Sammlung Dat ierste boeck vanden nieuwe Duijtsche liedekens des Verlegers Jacob Baethen in Maastricht 1554 veröffentlicht wurde. Diese Chanson beginnt mit dem Text „Altijd so moet ic trueren en swaerelick versuchten“ (Ich bin dauernd in großer Not). Dieses Lied wurde erneut in die Sammlung niederländischer Lieder Een Duijtsch musijk boeck aufgenommen, die von Pierre Phalèse 1572 publiziert wurde. Es handelt sich um ein Liebeslied, in dem sich der Liebende an einen Dritten wendet, mit dem Text eines unbekannten Dichters:
Altijd so moet ic trueren

En swaerelick versuchten.

Och Venus ic moet besueren,

Mits hopen ende duchten,

Want sij paijt mij met cluchten,

Die alderliefste mijn.

Dat doet mij met onghenuchten

Van haer ghesceijden sijn.

Weitere Kompositionen von Servaes van der Meulen sind nicht bekannt geworden.